# Lijst van weg- en veldkruisen in Vaals
Dit is een onvolledige lijst van weg- en veldkruisen in de gemeente Vaals. Onder kruisen wordt verstaan: alle weg-, veld- en hagelkruisen ed. De kruisen op kerkhoven of op gevels en daken van gebouwen zijn buiten beschouwing gelaten.
Bij enkele kruisen staat het huisnummer aangegeven van de woning die erbij ligt.
| Adres                           | Plaats          | Plaatsingsjaar | Soort kruis       | Extra informatie                                                                                   | Foto |
| ------------------------------- | --------------- | -------------- | ----------------- | -------------------------------------------------------------------------------------------------- | ---- |
| Holset-Vaals Vijlenerweg        | Holset          |                |                   | |      |
| Holset-Vaals Vijlenerweg        | Holset          | 1927           |                   | |      |
| Klaasvelderweg                  | Holset          |                |                   | |      |
| Klaasvelderweg-Oude Akerweg     | Holset          | 1849           |                   | |      |
| Engerweg                        | Lemiers         |                |                   | |      |
| Engerweg-Rijksweg               | Lemiers         |                |                   | |      |
| Rijksweg (bij nr. 3)            | Lemiers         |                |                   | |      |
| Mamelis (bij nr. 29)            | Lemiers-Mamelis |                |                   | |      |
| Mamelisserweg-Rijksweg          | Lemiers-Mamelis |                |                   | |      |
| Oud Lemiers (bij nr. 3)         | Oud-Lemiers     |                |                   | |      |
| Oud Lemiers-Kapellervoetpad     | Oud-Lemiers     |                |                   | |      |
| Bloemendaalstraat               | Vaals           |                |                   | |      |
| Gemmenicherweg (bij nr. 54)     | Vaals           |                |                   | |      |
| Gemmenicherweg-Tentstraat       | Vaals           |                |                   | |      |
| Gemmenicherweg-Wolfhaag         | Vaals           |                |                   | |      |
| Linderweg-Schuttebergsweg       | Vaals           | 1950           | Herinneringskruis | Geplaatst ter nagedachtenis aan de door oorlogsgeweld gevallen buurtbewoners                       |      |
| Meelenbroekerweg (bij nr. 3)    | Vaals           |                |                   | |      |
| Meelenbroekerweg-Wolfhaag       | Vaals           |                |                   | |      |
| Nieuwe Hertogenweg-Tentstraat   | Vaals           |                |                   | |      |
| Rarenderstraat (bij nr. 51)     | Vaals           |                |                   | |      |
| Ulengats-Weijerweg              | Vaals           |                |                   | |      |
| Wolfhaag (bij nr. 44)           | Vaals           |                |                   | |      |
| Wolfhaag (bij nr. 66)           | Vaals           |                |                   | |      |
| Boombergweg                     | Vijlen          |                |                   | |      |
| Borstelkrans (bij nr. 59)       | Vijlen          |                |                   | |      |
| Groenenweg                      | Vijlen          | 1933           |                   | |      |
| Groenenweg-Pannisbergweg        | Vijlen          |                |                   | |      |
| Hilleshagerweg-Mameliserweg     | Vijlen          |                |                   | |      |
| Hopschet-Vijlerberg             | Vijlen          |                |                   | |      |
| Malensbos                       | Vijlen          |                | Herinneringskruis | Geplaatst ter nagedachtenis aan Russische krijgsgevangenen die tussen 1914 en 1918 de dood vonden. |      |
| Melleschet (bij nr. 38)         | Vijlen          |                |                   | |      |
| Mommegats-Oude Trichterweg      | Vijlen          |                |                   | |      |
| Pastorijweg-Sint Martinusstraat | Vijlen          |                |                   | |      |
| Rugweg-Vijlerberg               | Vijlen          |                |                   | |      |
| Vijlenstraat (bij nr. 37)       | Vijlen          |                |                   | |      |
| Vijlenstraat-Munnixweg          | Vijlen          |                |                   | |      |
| Harles (bij nr. 19)             | Vijlen-Harles   |                |                   | |      |
| Kerperbosweg                    | Vijlen-Harles   |                |                   | |      |
| Kinderbornsweg                  | Vijlen-Rott     |                |                   | |      |
| Rott (pad richting het bos)     | Vijlen-Rott     |                |                   | |      |
| Rott-Rotterstraat               | Vijlen-Rott     |                |                   | |      |
| Rotterbeendenweg                | Vijlen-Rott     |                |                   | |      |